# Nielles-lès-Bléquin
Nielles-lès-Bléquin település Franciaországban, Pas-de-Calais megyében. Lakosainak száma 913 fő (2022. január 1.). Nielles-lès-Bléquin Seninghem, Affringues, Bléquin, Ledinghem, Vaudringhem és Wismes községekkel határos.

## Népesség
A település népességének változása:
| Lakosok száma | 833  | 846  | 847  | 869  | 890  | 898  | 907  | 913  |
|               | 2015 | 2016 | 2017 | 2018 | 2019 | 2020 | 2021 | 2022 |